# Głuszycy (obwód jarosławski)
Głuszycy (ros. Глушицы) – wieś (dieriewnia) w Rosji, w obwodzie jarosławskim, w rejonie rybińskim. W 2010 liczyła 2 mieszkańców.